# Аллан Стюарт (хокеїст)
Аллан Стюарт (англ. Allan Stewart, нар. 31 січня 1964, Форт-Сент-Джон, Британська Колумбія) — канадський хокеїст, що грав на позиції крайнього нападника.

## Ігрова кар'єра
Професійну хокейну кар'єру розпочав 1984 року.
Протягом професійної клубної ігрової кар'єри, що тривала 10 років, захищав кольори команд «Нью-Джерсі Девілс» та «Бостон Брюїнс».
Усього провів 64 матчі в НХЛ.